# Aleksander Szczygieł
Aleksander Szczygieł (ur. 23 sierpnia 1906 w Krynce, pow. łukowskim, zm. 9 czerwca 1983 w Warszawie) – polski specjalista w zakresie żywienia, pionier i współtwórca polskiej szkoły nauki o żywieniu człowieka.

## Życiorys
W 1931 ukończył studia medyczne na Uniwersytecie Warszawskim i rozpoczął pracę w PZH. W 1938 został kierownikiem Oddziału Biochemii i Higieny Żywienia PZH. W czasie wojny i okupacji pracował w PZH (przy kontroli preparatów 68 witaminowych i hormonalnych) oraz brał udział w tajnym nauczaniu studentów medycyny. 
Od lutego 1945 do 1947 organizował i kierował odbudową gmachów PZH, częściowo zniszczonych w czasie powstania warszawskiego. Od 1945 docent higieny na Uniwersytecie Warszawskim, w latach 1946–1950 profesor fizjologii i higieny żywności Szkoły Głównej Gospodarstwa Wiejskiego (SGGW), a następnie od 1950 do 1964 profesor higieny żywienia na Akademii Medycznej w Warszawie (obecnie Warszawski Uniwersytet Medyczny). Twórca i dyrektor Instytutu Żywności i Żywienia, gdzie od 1963 do przejścia w stan spoczynku w 1976 pełnił funkcję profesora fizjologii i higieny żywienia. 
Wieloletni członek Międzynarodowej Unii Nauk Żywieniowych, ekspert z zakresu żywienia FAO i rzeczoznawca z tego zakresu WHO. 
Autor licznych publikacji naukowych, od 1951 członek korespondencyjny Towarzystwa Naukowego Warszawskiego. 

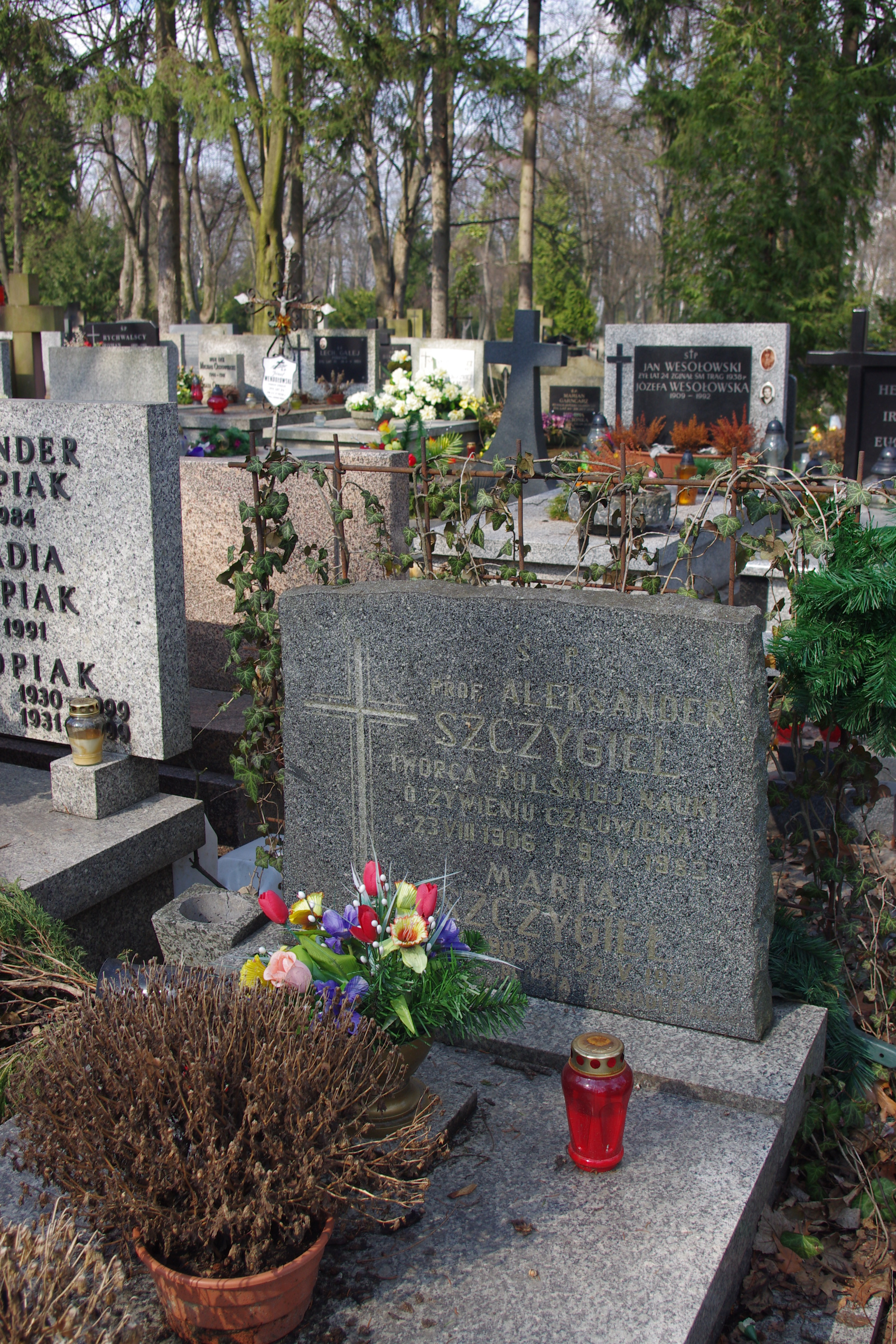
Grób prof. Aleksandra Szczygła na cmentarzu Wojskowym na Powązkach

Pochowany na cmentarzu Wojskowym na Powązkach w Warszawie (kwatera B23-8-27).

## Ordery i odznaczenia
- Krzyż Kawalerski Orderu Odrodzenia Polski (9 lipca 1954)[3]
- Złoty Krzyż Zasługi (19 lipca 1946)[4]
- Medal 10-lecia Polski Ludowej (13 stycznia 1955)[5]